# Công ty 1C
1C Company (tiếng Nga: Фирма «1С», [ˈfʲirmə ɐˈdʲin ˈɛs]phát âmⓘ) là nhà phát triển, phân phối và xuất bản phần mềm có trụ sở chính tại Moscow, Nga. Công ty phát triển, sản xuất, cấp phép, hỗ trợ và bán phần mềm máy tính, các dịch vụ liên quan và trò chơi điện tử.
Ở Nga, 1C được xem là công ty hàng đầu về phần mềm doanh nghiệp với bộ phần mềm kinh doanh toàn diện của mình 1С: Enterprise (Tiếng Nga: 1С:Предприятие, 1C:Predpriyatie). 1C được biết đến là nhà phát triển và phát hành trò chơi điện tử. Các tựa game do công ty sản xuất bao gồm IL-2 Sturmovik, King's Bounty, Men of War và loạt Space Rangers. C1 đã sản xuất hơn 100 tựa game video.
+ 1C được biết đến như một nhà phát triển và phát hành trò chơi video. Các tựa game nổi tiếng nhất được sản xuất bởi công ty là Il-2 Sturmovik, King Land Bounty, Men of War và Space Rangers. 1C hoạt động như một nhà xuất bản cho hàng chục nhà phát triển độc lập và

## Lịch sử
1C được thành lập vào năm 1991, bởi Boris Nuraliev tại Moscow, Nga. Vào năm 1992, công ty đã xuất bản phần mềm kế toán 1С:Бухгалтерия (1C:Accounting)'', Sự đơn giản, phong phú của các lựa chọn tùy chỉnh và khả năng tiếp cận thông qua mạng lưới đại lý rộng lớn, chính sách được hưởng 50% thu nhập bán hàng, giúp phần mềm 1C: Kế toán trở thành chương trình kế toán phổ biến nhất trên toàn nước Nga và Liên Xô cũ
Năm 1996, phiên bản đầu tiên được phát hành của nền tảng 1C: Enterprise được thiết kế để tự động hóa toàn diện và nhắm mục tiêu các quy trình trong các công ty. Việc triển khai phần mềm đã được bàn giao cho một mạng nhượng quyền đối tác được thành lập đặc biệt cho mục đích này.
Năm 1999, phiên bản 7.7 của 1C: Enterprise đã được phát hành. 1C chiếm hơn 40% thị phần phần mềm kế toán ở Nga.
Năm 1999, tựa gam đầu tiên được phát triển bởi 1C được phát hành - Konung: Legends of the North. 1C cũng đã mua lại công ty MaddoxGames. Năm 2006, 1C thông báo rằng nhãn hiệu của họ được Rospatent coi là "nổi tiếng" với tư cách là một công ty sở hữu trí tuệ tại Nga.
Năm 2000, 1C đã phát hành IL-2 Sturmovik, video game AAA đầu tiên được phát triển ở Nga
Vào tháng 5 năm 2005, 1C đã mua Cenega (cs; pl) (viết tắt của "Central European games"), một nhà xuất bản và phân phối có trụ sở tại Prague và Warsaw. Chi nhánh này đã được đổi tên thành 1C Publishing EU vào tháng 5 năm 2007. 1C Publishing EU đã sử dụng tên thương mại là 1C Entertainment từ cuối năm 2018 cho đến tháng 6 năm 2022.
Năm 2008, 1C tuyên bố sẽ trở thành công ty Holding, nêu rõ sẽ thành lập liên doanh với các công ty trong ngành CNTT. Vào tháng 10 năm 2011, Baring Vostok Capital Fund đã mua 9% cổ phần của 1C.
Năm 2012, 1C hợp tác với 777 Studios để thành lập 1C Game Studios.
Đến năm 2015, theo nhà sáng lập và giám đốc công ty Boris Nuraliev, số lượng công ty con và liên doanh của 1C là khoảng 200 công ty.
Tháng 4 năm 2016, 1C đã mua lại 27,06% cổ phần của Megaplan và tăng cổ phần của mình trong công ty lên 99%. Vào tháng 8 cùng năm, một cổ phần kiểm soát đã được mua lại trong dịch vụ tự động hóa kinh doanh nhà hàng Quick Resto. Vào tháng 10, 1C đã công bố việc mua lại cổ phần kiểm soát trong nhà phát triển hệ thống CRM dựa trên đám mây amoCRM.
Vào tháng 9 năm 2016, 1C cùng với ASCON đã thành lập công ty Renga Software - nhà phát triển hệ thống BIM tích hợp Renga của Nga.
Vào tháng 4 năm 2022, 1C Ba Lan đã bị Ba Lan trừng phạt để giảm thu nhập của công ty và "do đó gián tiếp làm giảm doanh thu của ngân sách Liên bang Nga, nơi tài trợ cho hành động xâm lược Ukraine."
Vào tháng 5 năm 2024, Cơ quan Tình báo Quân sự Ukraine tuyên bố đã thực hiện thành công một cuộc tấn công mạng vào công ty, ngăn chặn người dùng Nga truy cập vào các công cụ và cơ sở dữ liệu kinh doanh.

## Kinh doanh phần mềm và dịch vụ điện toán đám mây
Nền tảng phần mềm kinh doanh 1C:Enterprise được sử dụng để quản lý và tự động hóa kế toán doanh nghiệp trong hơn 1.500.000 tổ chức, bao gồm các tập đoàn lớn và các tổ chức chính phủ. Hệ thống này là số một trong thị trường ERP của Nga với số lượng lớn nhất doanh nghiệp áp dung tự động hóa.
83% doanh nghiệp sử dụng ERP ở Nga hiện được xử lý bởi các quy trình tự động được phát triển bởi 1C.
"1C:Enterprise" bao gồm 02 phần nền tảng 1C:Enterprise và ứng dụng kinh doanh (Giải pháp ứng dụng 1C)
Nền tảng 1C:Enterprise dùng để phát triển, triển khai và tùy chỉnh linh hoạt các ứng dụng tự động hóa kinh doanh trong môi trường đám mây, di động và máy tính để bàn cổ điển. Nền tảng này phù hợp để xây dựng các ứng dụng có thể mở rộng cho các tổ chức nhỏ, vừa và tập đoàn lớn.
Phiên bản hiện tại của nền tảng 1C:Enterprise là 8.3.12. 1C:Enterprise, phiên bản 8 đã được phát hành năm 2004 và tất cả các phiên bản sau được gọi là 1C: Enterprise 8.
Nền tảng 1C:Enterprise là độc quyền và chỉ được phát triển bởi Công ty 1C. Nền tảng này có một máy chủ ứng dụng, Business Component (các khối có thể định cấu hình trực quan) và công cụ IDE. Công cụ IDE (Môi trường phát triển tích hợp) là Nhà thiết kế hoặc phiên bản mới của IDE dựa trên Eclipse có tên là Công cụ phát triển doanh nghiệp (EDT).
Khối cấu tạo bao gồm: Cụm máy chủ, "Thin" client (máy tính cấu hình tối thiểu, phần lớn phụ thuộc vào máy chủ), "Thick" client (máy tính với cấu hình tối đa, có khả năng hoạt động độc lập), trình duyệt Web, công cụ quản trị máy chủ ứng dụng, công cụ phát triển - IDE, áp dụng trên hệ điều hành  iOS, Android, Windows 10 Mobile (Nền tảng 1C trên di động) và Windows OS, Linux và MacOS (máy tính). Có một công cụ IDE duy nhất để phát triển ứng dụng cho tất cả các nền tảng và hệ thống này. Một mã nguồn giống nhau của một ứng dụng kinh doanh được sử dụng để chạy trên tất cả các môi trường này. Nền tảng này có các công cụ và thành phần để phát triển các ứng dụng có khả năng mở rộng và chịu lỗi.
Giao diện của nền tảng và IDE được bản địa hóa thành 20 ngôn ngữ bao gồm tiếng Anh, tiếng Đức, tiếng Trung và tiếng Tây Ban Nha.
1C:Enterprise có ngôn ngữ lập trình hướng đối tượng độc quyền. Hơn 300.000 lập trình viên tạo ra phần mềm bằng ngôn ngữ lập trình 1C.
Các ứng dụng kinh doanh chạy trên nền tảng này bao gồm nhiều giải pháp tùy chỉnh hoặc giải pháp tùy chỉnh đặc thù cho các doanh nghiệp vừa và nhỏ, cũng như cho các khách hàng doanh nghiệp bao gồm các giải pháp ERP và BPM-class (quản trị quy trình nghiệp vụ) phù hợp đa ngành như: thương mại, hậu cần, hàng tồn kho, kế toán, quản lý tài chính, biên chế & nhân sự, quản lý văn bản và hơn 1000 giải pháp cho các nhiệm vụ và ngành nghề kinh doanh khác.
Các giải pháp ứng dụng được phát triển bởi 1C Company và các đối tác, có định dạng mã nguồn mở để tùy chỉnh theo logic kinh doanh bởi bất kỳ nhà phát triển nào, nhưng nhà phát hành của giải pháp có thể đóng một số mô-đun.
1CFresh - một công nghệ để phát triển, xuất bản và quản lý các giải pháp và dịch vụ đám mây được phát triển dựa trên 1C:Enterprise hỗ trợ đa ngành.
1CFresh.com – "1C:Enterprise qua mạng Internet" một dịch vụ trực tuyến kết hợp một số ứng dụng đám mây được phát triển bởi 1C Company dựa trên nền tảng 1C:Enterprise và công nghệ 1CFresh
Ứng dụng kinh doanh:
1С:ERP 2 - Giải pháp tích hợp để quản lý các quy trình kinh doanh cốt lõi.
1С:Corporate Performance Management - Lập kế hoạch, kế toán và giám sát hiệu suất cho các tổ chức và công ty.
1С:Document Management (ECM) - Tự động hóa luồng tài liệu, bao gồm cả dạng giấy và dạng số hóa (trực tuyến) cho các doanh nghiệp và tổ chức cộng đồng.
1C:Accounting - Phần mềm kế toán và tính thuế phổ biến với báo cáo tuân thủ Chuẩn mực kế toán Nga. Năm 2018, một phiên bản mới tuân thủ IAS đã được phát hành.
1C:Accounting - Phần mềm kế toán phổ biến nhất ở Nga. Theo ước tính khác nhau, phần mềm này được sử dụng bởi 80-90% các công ty Nga.
1C:Trade Management - Giải pháp cho hoạt động vận hành và quản lý kế toán, phân tích và lập kế hoạch. Phần mềm cho phép tự động hóa các hoạt động thương mại, tài chính và vận hành kho, nâng cao hiệu suất bán buôn và bán lẻ cho các công ty.
1С:Retail - Ứng dụng cho cửa hàng bán lẻ tự động và kế toán cửa hàng, bao gồm cả mạng lưới bán lẻ.
1С:HR Management and Payroll - Tính toán tiền lương và quản lý nhân sự.
1С:AccountingSuite - Ứng dụng kinh doanh tất cả trong một kết hợp kế toán, ngân hàng đám mây, quản lý đơn hàng, vận hành kho bãi, theo dõi thời gian và tiến độ.
1C:Company Management - Một giải pháp vượt trội cho các doanh nghiệp thương mại, sản xuất và dịch vụ

## Mạng lưới liên kết và nhượng quyền thương mại
1C cung cấp dịch vụ của mình thông qua một mạng lưới bao gồm hơn 10.000 đối tác dài hạn tại 25 quốc gia. Một trong những điều mấu chốt tạo nên thành công 1C trên thị trường CNTT ở Nga và một số quốc gia khác là mô hình kinh doanh nhượng quyền. Khoảng 7000 đơn vị nhượng quyền tại 750 thành phố của Nga và các nước láng giềng cung cấp dịch vụ toàn diện cho tự động hóa kinh doanh, triển khai, tùy chỉnh và hỗ trợ dựa trên nền tảng 1C:Enterprise, tư vấn, đào tạo người dùng, v.v.
250+ doanh nghiệp trong số này có chứng chỉ QoS dựa trên tiêu chuẩn IOS 9001.
Những người được nhượng quyền chiếm hơn một nửa giá bán phần mềm, cộng với phần lớn phí tư vấn và cài đặt.
1C duy trì vị trí dẫn đầu đáng kể trong xếp hạng của RBK Group (trong danh sách 50 doanh nghiệp nhượng quyền phổ biến nhất ở Nga).
Theo ước tính của Forbes Russia,, 1C kiểm soát khoảng 12% doanh thu được tạo ra bởi tất cả các doanh nghiệp nhượng quyền ở Nga. Tất cả các nhượng quyền 1C đều có lợi nhuận và phần lớn trong số họ đã là đối tác trong vòng 10 - 15 năm.

## Dịch vụ kinh doanh
Từ năm 2012 1C đã phát triển dịch vụ kế toán 1C:Accounting, là mạng lưới các đối tác và công ty cung cấp dịch vụ thuê ngoài kế toán, tài chính và nhân sự cho các doanh nghiệp nhỏ, sử dụng nền tảng đám mây của 1C.
Tính đến tháng 7 năm 2018, mạng lưới dịch vụ kế toán 1C:Accounting bao gồm hơn 550 đối tác tại 176 thành phố ở Nga và cung cấp dịch vụ cho hơn 15.000 khách hàng.

## Phần mềm giải trí
1C đã bắt đầu kinh doanh trò chơi vào năm 1996 với tư cách là nhà phân phối trò chơi của bên thứ ba. Năm 1997, dự án phát triển trò chơi nội bộ đầu tiên đã được bắt đầu - Konung Legend of the North, sau đó trở thành tựa game bán chạy nhất ở Nga vào tháng 9/1999.
1C cũng được biết đến trên thị trường quốc tế vì đã phát triển trò chơi mô phỏng chuyến bay chiến đấu thế giới thứ hai nổi tiếng IL-2 Sturmovik. 1C cũng đã phát triển Theatre of War (Nhà hát chiến tranh, a World War II RTS (RTS chiến tranh thế giới thứ hai), một số tựa game trong loạt phim Men of War, Royal Quest free-to-play, Space Rangers Legacy (game nhập vai miễn phí trên di động) và hiện đang có hơn 200 nhà phát triển trò chơi, những người làm việc trên nhiều dự án trong cùng một khoảng thời gian.
1C có một lịch sử lâu dài tài trợ cho các nhà phát triển độc lập và sản xuất rất nhiều trò chơi rất thành công của Nga. 1C hoạt động như một nhà xuất bản và nhà sản xuất với hơn 30 hãng phát triển độc lập và đã sản xuất hơn 100 dự án cho máy tính để bàn và bảng điều khiển, bao gồm các tựa game như Hard Truck, King of the Road, Rig'n'Roll, Space Rangers, Soldiers: Heroes of World War II, Faces of War, Men of War và Men of War Assault Squad series, Fantasy Wars, Death to Spies, King's Bounty series, Ancestors Legacy và Deep Sky Derelicts.
1C Company cũng là nhà phân phối lớn nhất ở Nga, xuất bản các tựa sách của các nhà xuất bản quốc tế thành công nhất như Activision Blizzard, Bethesda, Take2, Ubisoft, Warner Bros. 1C sở hữu hai công ty phân phối địa phương là Softclub và Buka, cũng là công ty dẫn đầu thị trường trong phân phối phần cứng trò chơi video của Microsoft và Sony. 1C cũng sở hữu chuỗi bán lẻ trò chơi điện tử, có tên 1C-Interes, có 30 cửa hàng tại 22 thành phố của Nga. 1C đã bắt đầu hiện diện trên thị trường quốc tế vào năm 2005 bằng cách mua một nhóm các công ty phân phối ở Trung Âu (Cenega) và một nhà xuất bản trò chơi nhỏ Cenega Publishing, sau đổi tên thành 1C Publishing EU Lưu trữ ngày 21 tháng 7 năm 2020 tại Wayback Machine. Kể từ khi mua, tập đoàn Cenega đã được chuyển đổi thành một công ty phân phối / sản xuất / cung cấp dịch vụ trò chơi lớn dưới tên 1C Entertainment, với hơn 400 nhân viên ở Ba Lan, Cộng hòa Séc và Hungary. Các công ty đáng chú ý nhất của tập đoàn bao gồm: Cenega, nhà phân phối trò chơi video độc lập lớn nhất ở Ba Lan, Cộng hòa Séc, Slovakia và Hungary, Muve - một nền tảng trò chơi internet địa phương cho cả hàng hóa đóng gói và tải xuống kỹ thuật số, QLOC - một công ty dịch vụ cao cấp, cung cấp dịch vụ chuyển đổi, đồng phát triển dịch vụ thử nghiệm và bản địa hóa cho các studio và nhà xuất bản phát triển lớn nhất thế giới và 1C Online Games - một nhánh xuất bản và phát triển của tập đoàn 1C Entertainment.

## Phân phối
1C là nhà phân phối chính thức của hơn 100 nhà cung cấp phần mềm bao gồm ABBYY, Acronis, Aladdin, ALT Linux, Ascon, Entensys, ESET, Famatech, Ideco, Infowatch, Kaspersky Lab, Magix, Microsoft, Movavi, nanoCAD, Oxygen Software, Panda Security, Paragon Di động, Phần mềm Paragon, Phần mềm Redline, SmartLine và các nhà phân phối khác. 1C cung cấp hơn 10.000 tựa phần mềm sử dụng tại nhà và tại văn phòng .

## Hợp tác
Một phần của việc chuyển đổi 1C thành một công ty cổ phần lớn là phát triển các định hướng kinh doanh mới bằng cách thành lập liên doanh với các doanh nghiệp hàng đầu và đầy triển vọng trong ngành CNTT.
Hầu hết, trong các mô hình liên doanh như vậy, 1C nắm giữ 51% cổ phần trong khi những người sáng lập công ty giữ lại một nửa quyền sở hữu và tất cả các công cụ quản lý vận hành.
Tập đoàn 1C duy trì hơn 200 liên doanh như vậy.